# Hoploscopa obliqua
Hoploscopa obliqua là một loài bướm đêm trong họ Crambidae.